# مشکل در گوشه
مشکل در گوشه (به انگلیسی: Trouble on the Corner) فیلمی محصول سال ۱۹۹۷ و به کارگردانی آلان مدیسون است. در این فیلم بازیگرانی همچون تونی گلدوین، ادی فالکو، دبی میزار، جو مورتون، تمی گرایمز، جانکارلو اسپوزیتو، راجر ریس، مارک مارگولیس و چارلز بوش ایفای نقش کرده‌اند.